# Подвысоцкий, Владимир Валерьянович
Владимир Валерьянович Подвысоцкий (24 мая [5 июня] 1857, Черниговская губерния — 22 января [4 февраля] 1913, Санкт-Петербург] — русский учёный, патолог, эндокринолог, иммунолог, микробиолог, педагог.
Основоположник киевской школы патологов, из которой вышли А. А. Богомолец, Д. К. Заболотный, Л. А. Тарасевич, С. М. Щасный и другие.

## Биография
Родился 24 мая (5 июня) 1857 года в селе Максимовка Борзнянского уезда Черниговской губернии (ныне Ичнянского района Черниговской области). Отец — профессор фармакологии Казанского университета Валериан Осипович Подвысоцкий.
Первоначальное образование получил в Женеве. Затем учился в Житомирской классической гимназии, окончив которую в 1877 году, поступил на медицинский факультет Киевского университета. В 1882 году окончил университет лекарем, а в 1884 году выдержал экзамен на степень доктора медицины в Санкт-петербургской военно-медицинской академии. В 1885 году был командирован на два года за границу, работал в Тюбингене, в Мюнхене у профессора Гуго Цимсена; работал в качестве бактериолога в Институте Пастера.
В 1886 году защитил диссертацию на тему «Возрождение печёночной ткани» и был избран Военно-медицинской академией приват-доцентом по общей патологии. С этого же года редактировал ежемесячный журнал на русском и французском языках «Русский архив патологии, клинической медицины и бактериологии».
С 1887 года — приват-доцент, с 1888 — экстраординарный, а с 1891 года — ординарный профессор патологии, заведующий кафедрой общей и экспериментальной патологии Киевского университета. С 1889 года состоял заведующим лечебницей и курсами Мариинской общины Красного Креста в Киеве. Принимал активное участие в борьбе с эпидемией холеры в Киеве (1892). В 1896—1902 годах издавал в Санкт-Петербурге «Русский архив патологии, клинической медицины и бактериологии».
В 1900 году принял участие в создании медицинского факультета Новороссийского университета в Одессе, который в качестве декана возглавлял в течение 1900—1905 годов. Кроме научной работы и организации медицинского факультета, В. В. Подвысоцкий принимал активное участие в общественной жизни Одессы. Он был председателем Одесского бальнеологического общества в течение четырёх лет, участвовал в деятельности общества одесских врачей, Медицинского общества при Новороссийском университете, Новороссийского общества естествоиспытателей. Был членом санитарно-эпидемиологической комиссии по улучшению санитарного надзора города. С помощью меценатов организовал строительство клиники детских болезней.
С 1902 по 1905 год — редактор еженедельной одесской газеты «Врач» (совместно с С. В. Владиславлевым).
В 1908—1910 гг. совместно с доктором Л. Я. Якобзоном редактировал перевод (с дополнениями) четырёхтомной «Энциклопедии практической медицины» Шнирер-Фирордта (Издательское общество «Ф. А. Брокгауз — И. А. Ефрон»).
В 1905—1913 годах — директор Института экспериментальной медицины в Санкт-Петербурге. Одновременно преподавал на кафедре всеобщей патологии.
Умер 22 января (4 февраля) 1913 года в Санкт-Петербурге. Похоронен на Никольском кладбище Александро-Невской лавры.

## Исследовательская деятельность
Ещё будучи студентом, участвовал в экспедиции на Кавказ, где исследовал случаи заболевания лепрой (проказой).
Труды В. В. Подвысоцкого посвящены изучению микроскопического строения поджелудочной железы, процессу регенерации желудка, почек, мейбомиевых и слюнных желез, проблемам общей патологии, инфекций и иммунитета, этиологии злокачественных опухолей (роль паразитов и механических повреждений), вопросам эндокринологии, микробиологии и так далее.
В. В. Подвысоцкий был одним из инициаторов эндокринологических исследований. Им был проведен ряд работ по изучению развития граафовых пузырьков яичника, деятельность надпочечников и т. д.
Особого внимания заслуживают работы по изучению возрождения тканей и кариомитозу или кариокинезу, за которые от был избран членом-корреспондентом анатомического общества в Париже и удостоен Академией Наук премией Бэра.

## Признание
- Член-корреспондент Анатомического общества в Париже (1887).
- Член-корреспондент Императорской военно-медицинской академии (1900).
- Ординарный почётный член института экспериментальной терапии во Франкфурте-на-Майне (1911).
- В Киеве именем профессора В. В. Подвысоцкого названа одна из улиц Печерского района.
- Именем профессора В. В. Подвысоцкого названа кафедра патофизиологии в Одесском национальном медицинском университете